# Joe Carnahan
Joseph Aaron Carnahan (Michigan, 1969. május 9.–) amerikai filmrendező, forgatókönyvíró, producer és színész.
Leginkább a Narkó, a Füstölgő ászok, A szupercsapat és a Fehér pokol című filmek rendezőjeként ismert. Az NBC Feketelista című sorozatának több epizódját is ő írta és rendezte. Matthew Michael Carnahan forgatókönyvíró és Leah Carnahan producer testvére.

## Élete és pályafutása
Michiganben és Észak-Kaliforniában nőtt fel. 
1987-ben érettségizett a fairfieldi középiskolában, ahol futballozott is. A San Franciscó-i Állami Egyetemre járt, de később átjelentkezett a Sacramentói Kaliforniai Állami Egyetemre, és ott szerzett diplomát filmművészetből. Carnahan végül a sacramentói KMAX-TV promóciós részlegénél helyezkedett el, ahol rövidfilmeket és televíziós szpotokat készített.

## Magánélete
Tagja a Represent.Us, egy pártatlan korrupcióellenes szervezet kreatív tanácsának.

## Filmográfia

### Film

#### Rendező, író és producer
| Év   | Magyar cím                             | Eredeti cím                     | Feladatkör | Feladatkör | Feladatkör |
| Év   | Magyar cím                             | Eredeti cím                     | Rendező    | Író        | Producer   |
| ---- | -------------------------------------- | ------------------------------- | ---------- | ---------- | ---------- |
| 1995 |                                        | Karate Rider                    | Nem        | Igen       | Nem        |
| 1998 |                                        | Blood, Guts, Bullets and Octane | Igen       | Igen       | Igen       |
| 2002 | Narkó                                  | Narc                            | Igen       | Igen       | Nem        |
| 2006 | Füstölgő ászok                         | Smokin' Aces                    | Igen       | Igen       | Nem        |
| 2008 | A zsaruk becsülete                     | Pride and Glory                 | Nem        | Igen       | Nem        |
| 2009 | Negyedik típusú találkozások           | The Fourth Kind                 | Nem        | Nem        | Igen       |
| 2010 | Füstölgő ászok 2. – Bérgyilkosok bálja | Smokin' Aces 2: Assassins' Ball | Nem        | Igen       | Vezető     |
| 2010 | A szupercsapat                         | The A-Team                      | Igen       | Igen       | Nem        |
| 2011 | Fehér pokol                            | The Grey                        | Igen       | Igen       | Igen       |
| 2014 | Felnyomva                              | Stretch                         | Igen       | Igen       | Igen       |
| 2017 | Sofőr                                  | Wheelman                        | Nem        | Nem        | Igen       |
| 2018 | Bosszúvágy                             | Death Wish                      | Nem        | Igen       | Nem        |
| 2019 |                                        | El Chicano                      | Nem        | Igen       | Igen       |
| 2019 |                                        | Into the Ashes                  | Nem        | Nem        | Vezető     |
| 2019 | Közvetlen célpont                      | Point Blank                     | Nem        | Nem        | Igen       |
| 2020 | Bad Boys – Mindörökké rosszfiúk        | Bad Boys for Life               | Nem        | Igen       | Nem        |
| 2020 | Boss Level – Játszd újra               | Boss Level                      | Igen       | Igen       | Igen       |
| 2021 | Zsaru butik                            | Copshop                         | Igen       | Igen       | Igen       |
| 2025 | Árnyékosztag                           | Shadow Force                    | Igen       | Igen       | Nem        |
| 2026 |                                        | The Rip                         | Igen       | Igen       | Nem        |

Rövidfilm
| Év   | Cím                  | Feladatkör | Feladatkör | Feladatkör | Megjegyzések                     |
| Év   | Cím                  | Rendező    | Író        | Producer   | Megjegyzések                     |
| ---- | -------------------- | ---------- | ---------- | ---------- | -------------------------------- |
| 1998 | Taco Heaven          | Nem        | Igen       | Nem        |                                  |
| 2000 | Nail in My Coffin    | Nem        | Nem        | Nem        | vágó                             |
| 2002 | Ticker               | Igen       | Igen       | Nem        | The Hire rövidfilm-sorozat része |
| 2003 | Boyz Up Unauthorized | Nem        | Nem        | Vezető     |                                  |
| 2009 | Susannah             | Nem        | Nem        | Igen       |                                  |
| 2011 | The Devil's Dosh     | Nem        | Nem        | Vezető     |                                  |

#### Színész
| Év   | Magyar cím               | Eredeti cím                     | Szerep              | Megjegyzések            |
| ---- | ------------------------ | ------------------------------- | ------------------- | ----------------------- |
| 1998 |                          | Blood, Guts, Bullets and Octane | Sid French          |                         |
| 2010 | A szupercsapat           | The A-Team                      | Mike                | Bo Anzo néven           |
| 2018 |                          | El Chicano                      | szövetségi          |                         |
| 2020 | Boss Level – Játszd újra | Boss Level                      | férfi a vendéglőben | stáblistán nem szerepel |

### Televízió
| Év   | Magyar cím             | Eredeti cím      | Feladatkör | Feladatkör | Feladatkör | Megjegyzések          |
| Év   | Magyar cím             | Eredeti cím      | Rendező    | Író        | Producer   | Megjegyzések          |
| ---- | ---------------------- | ---------------- | ---------- | ---------- | ---------- | --------------------- |
| 2006 |                        | Faceless         | Igen       | Nem        | Igen       | eladatlan próbaepizód |
| 2013 |                        | Dino and Dash    | Nem        | Nem        | Vezető     | tévéfilm              |
| 2013 | Feketelista            | The Blacklist    | Igen       | Igen       | Nem        |                       |
| 2014 | A gyilkosnak ölni kell | Those Who Kill   | Igen       | Nem        | Nem        |                       |
| 2014 | Az elnök árnyékában    | State of Affairs | Igen       | Igen       | Igen       |                       |

## Gyakori közreműködők
| Közreműködő                | Narkó | Füstölgő ászok | A szupercsapat | Fehér pokol | Felnyomva | Boss Level | Zsaru butik | Összesen |
| -------------------------- | ----- | -------------- | -------------- | ----------- | --------- | ---------- | ----------- | -------- |
| Roger Barton               |       |                | Igen           | Igen        |           |            |             | 2        |
| Brian Bloom                |       | Igen           | Igen           |             |           |            |             | 2        |
| James Badge Dale           |       |                |                | Igen        | Igen      |            |             | 2        |
| Mauro Fiore                |       | Igen           | Igen           |             |           |            |             | 2        |
| Frank Grillo               |       |                |                | Igen        |           | Igen       | Igen        | 3        |
| Christopher Michael Holley |       | Igen           |                |             | Igen      |            |             | 2        |
| Quinton Jackson            |       |                | Igen           |             |           | Igen       |             | 2        |
| Ray Liotta                 | Igen  | Igen           |                |             | Igen      |            |             | 3        |
| Liam Neeson                |       |                | Igen           | Igen        |           |            |             | 2        |
| Chris Pine                 |       | Igen           |                |             | Igen      |            |             | 2        |
| Ridley Scott               |       |                | Igen           | Igen        |           |            |             | 2        |
| Maury Sterling             |       | Igen           | Igen           |             |           |            |             | 2        |
| Patrick Wilson             |       |                | Igen           |             | Igen      |            |             | 2        |

## Fordítás
- Ez a szócikk részben vagy egészben  a   Joe Carnahan című angol Wikipédia-szócikk fordításán alapul.  Az eredeti cikk szerkesztőit annak laptörténete sorolja fel. Ez a jelzés csupán a megfogalmazás eredetét és a szerzői jogokat jelzi, nem szolgál a cikkben szereplő információk forrásmegjelöléseként.